# Emilian Dobrescu
Emilian Dobrescu (* 22. Mai 1933 in Bukarest) ist ein rumänischer Studienkomponist und ehemaliger Politiker der Rumänischen Kommunistischen Partei PMR (Partidul Muncitoresc Român) und ab 1965 PCR (Partidul Comunist Român), Wirtschaftswissenschaftler. Er war unter anderem zwischen 1981 und 1982 Vize-Ministerpräsident und Präsident des Staatlichen Planungskomitees der Sozialistischen Republik Rumänien sowie Berater von Nicolae Ceaușescu.

## Leben

### Studium, Parteifunktionär und Staatssekretär
Emilian Dobrescu, Sohn eines Malers und einer Textilarbeiterin, besuchte zwischen 1944 und 1951 das nach König Karl I. benannte Handelsgymnasium Regele Carol I in Bukarest. Während des Schulbesuchs wurde er 1947 Mitglied der Vereinigung der Studentenvereinigungen in Rumänien UAER (Uniunea Asociațiilor de Elevi din România) sowie der Union junger Kommunisten UTC (Uniunea Tineretului Comunist din Romania), des Jugendverbandes der damaligen Rumänischen Kommunistischen Partei PCR (Partidul Comunist din România). Er wurde zugleich 1947 Mitglied des Organisationsbüros der UTC in seiner Klasse, Mitglied des UTC-Komitees seiner Schule sowie Aktivist des UTC-Komitees im Bukarester Sektor 2. Anschließend begann er 1951 ein Studium an der Fakultät für Ökonomie der Lomonossow-Universität, das er 1956 abschloss. Während seines Studiums war er zwischen 1954 und 1956 Organisationssekretär der Uniunea Tineretului Muncitor (UTM), des Jugendverbandes der PMR, der rumänischen Studenten in Moskau sowie Mitglied des Organisationsausschusses der UTM. Nach seiner Rückkehr wurde er im September 1956 Mitglied der Rumänischen Kommunistischen Partei PMR (Partidul Muncitoresc Român) und begann seine berufliche Laufbahn als Wissenschaftlicher Assistent am Lehrstuhl für politische Ökonomie der Parteihochschule „Stefan Gheorghiu“. An dieser war er im Anschluss zwischen 1958 und 1961 Lektor sowie von 1961 bis September 1963 Assoziierter Dozent. Er wurde daneben 1962 Organisationssekretär der PMR-Grundorganisation der Parteihochschule und schloss 1963 seine Promotion als Doktor der Wirtschaftswissenschaften an der Sozial-Politischen Akademie „Stefan Gheorghiu“ in Bukarest ab.
Danach war Dobrescu vom 30. September 1963 bis zum 15. März 1965 Lektor des Zentralkomitees (ZK) der PMR sowie an der Bukarester Universität für Marxismus-Leninismus. Anschließend fungierte er zwischen dem 15. März 1965 und dem 6. Februar 1967 als Chef des Sektors für Dokumentation und vom 6. Februar 1967 bis zum 15. Mai 1972 als stellvertretender Leiter der Abteilung für Propaganda und Agitation des ZK der PCR. Zugleich war er von März 1969 bis August 1971 Berater des ZK der PCR sowie zwischen dem 22. März 1969 und Oktober 1973 Mitglied des Wirtschaftsrates. Auf dem Zehnten Parteitag der PCR (6. bis 12. Oktober 1969) wurde er Kandidat des ZK der PCR. Am 15. Mai 1972 wurde er Staatssekretär und Erster Vizepräsident des Staatlichen Planungskomitees und bekleidete diese Funktionen bis zum 8. Januar 1979. Am 21. Juli 1972 wurde er Mitglied des ZK der PCR und gehörte diesem Gremium bis zum Zusammenbruch des Kommunismus im Zuge der rumänischen Revolution am 22. Dezember 1989 an. Des Weiteren wurde er im Oktober 1973 Präsident des Wissenschaftlich-Methodischen Rates der Zentraldirektion für Statistik und zugleich Mitglied des Präsidiums der Sozial-Politischen Akademie „Stefan Gheorghiu“. Darüber hinaus fungierte er zwischen Oktober 1973 und 1989 als Generalsekretär des Obersten Rates für wirtschaftliche und soziale Entwicklung.

### Abgeordneter, Präsident des Staatlichen Planungskomitees und Vize-Ministerpräsident
Emilian Dobrescu wurde am 1. März 1974 Korrespondierendes Mitglied der Rumänischen Akademie (Academia Română). Zugleich wurde er 1975 Mitglied der Großen Nationalversammlung (Marea Adunare Națională) und gehörte dieser bis 1989 an. Er war vom 8. Januar 1979 bis zum 26. März 1981 Berater des Präsidenten der Sozialistischen Republik Rumänien Nicolae Ceaușescu und wurde zudem am 27. März 1980 Mitglied der Kommission für wirtschaftliche Zusammenarbeit und internationale Beziehungen von Partei und Staat. Während seiner Parlamentszugehörigkeit war er zwischen dem 1. April 1980 und dem 30. Dezember 1981 Präsident der Kommission für Industrie, Wirtschaft und Finanzen der Großen Nationalversammlung. Am 25. März 1981 wurde er sowohl Kandidat des Politischen Exekutivkomitees des ZK der PCR als auch Mitglied des Ständigen Büros des Politischen Exekutivkomitees des ZK der PCR und gehörte beiden politischen Spitzengremien bis zum 24. März 1983 an.
Am 26. März 1981 wurde Dobrescu Vize-Ministerpräsident (Viceprim-ministru al Guvernului) im Kabinett Verdeț II und bekleidete diese Funktion bis zum 21. Mai 1982. Zugleich löste er Nicolae Constantin als Präsident des Staatlichen Planungskomitees (Președintele Comitetului de Stat al Planificării) im Rang eines Ministers ab und übte dieses Amt vom 21. Mai bis zum 1. November 1982 auch im darauf folgenden Kabinett Dăscălescu I aus, woraufhin Ștefan Bârlea seine Nachfolge antrat. In dieser Funktion war er vom 26. März 1981 bis zum 1. November 1982 auch Mitglied im Verteidigungsrat der Sozialistischen Republik Rumänien. Des Weiteren fungierte er zwischen dem 30. August 1982 und dem 19. Mai 1983 als Präsident der Regierungskommission für die Rationalisierung der Arbeitssysteme in den sozialistischen Betrieben. Am 19. Mai 1983 wurde er im Range eines Staatssekretärs Erster Vizepräsident des Nationalrates für Wissenschaft und Technologie und übte dieses Amt bis zum 13. Dezember 1988 aus. Zugleich war er zwischen dem 22. Dezember 1983 und März 1985 Mitglied des Zentralrates zur Kontrolle der Arbeit der wirtschaftlichen und sozialen Tätigkeiten und wurde ferner am 31. Dezember 1984 Mitglied des Zentralrates für Typisierung, Standardisierung, Normierung und Qualität. Ferner wurde er am 31. Dezember 1985 Vizepräsident des Lenkungsausschusses des Nationalrates für Wissenschaft und Bildung. Zuletzt war er vom 13. Dezember 1988 bis zum Zusammenbruch des Kommunismus am 22. Dezember 1989 Staatssekretär beim Präsidenten Sozialistischen Republik Rumänien und Generalsekretär des ZK der PCR, Nicolae Ceaușescu.
Für seine langjährigen Verdienste wurde Emilian Dobrescu mehrfach ausgezeichnet und erhielt unter anderem 1965 Orden der Arbeit Dritter Klasse (Ordinul Muncii), 1966 den Orden für wissenschaftliche Verdienste Dritter Klasse (Ordinul Meritul Științific), 1971 den Stern der Sozialistischen Republik Rumänien Dritter Klasse (Ordinul Steaua Republicii Socialiste România) sowie 1981 und 1984 den Orden Tudor Vladimirescu Zweiter Klasse (Ordinul Tudor Vladimirescu). Seit 1959 ist er verheiratet mit Eugenia Viorica, die promovierte Chemikerin ist. Ihre Tochter Adina ist Architektin.

### Schachkomposition
Emilian Dobrescu befasst sich darüber hinaus mit Schachstudien und Schachkompositionen. In nachfolgendem Werk gelang es ihm, einen ewigen Plachutta zu konstruieren.
|   | a | b | c | d | e | f | g | h |   |
| 8 |   |   |   |   |   |   |   |   | 8 |
| 7 |   |   |   |   |   |   |   |   | 7 |
| 6 |   |   |   |   |   |   |   |   | 6 |
| 5 |   |   |   |   |   |   |   |   | 5 |
| 4 |   |   |   |   |   |   |   |   | 4 |
| 3 |   |   |   |   |   |   |   |   | 3 |
| 2 |   |   |   |   |   |   |   |   | 2 |
| 1 |   |   |   |   |   |   |   |   | 1 |
|   | a | b | c | d | e | f | g | h |   |

Lösung:

1. g5–g6 b2–b1D

2. g6–g7 Die Umwandlungsdrohung begrenzt die Zugmöglichkeiten der Dame. Db1–a2

3. a6–a7 Auch die zweite Dame wird mit einer Umwandlungsdrohung in ihrer Wirkung begrenzt. h2–h1D

4. Sf4–d5 Der erste Plachuttaschnittpunkt. Dh1–h2+

5. Sd5–f4 Dh2–h1

6. Sf4–d5 Da2–h2+

7. Sd5–f4 Dh2–g1

8. Sf4–g2 Dh1–h2+

9. Sg2–f4 Dh2–h1

10. Sf4–g2 Plachuttaschnittpunkt Nummer zwei. Dg1–h2+

11. Sg2–f4 Dh2–a2

12. Sf4–d5 remis durch Stellungswiederholung, der Springer pendelt zwischen beiden Schnittpunkten ewig in und her.
Dobrescu wurde 1958 zum Internationalen Schiedsrichter für Schachkomposition ernannt.
1989 wurde er Großmeister für Schachkomposition.
In einem Artikel zur Bewertung von Schachstudien in der Zeitschrift eg schlug Dobrescu ein in der Ökonomie verbreitetes Vorgehen bei mehrkriterialer Zielsetzung (Pareto-Optimierung) vor.

### Veröffentlichungen

#### Wirtschaftswissenschaftliche Veröffentlichungen
Emilian Dobrescu publizierte mehr als 100 wissenschaftliche Arbeiten und Bücher.
- Ritmul creşterii economice, 1968
- Structura economiei românești, 1969
- Balanța legăturilor dintre ramuri. Instrument de analiză structurală a economiei, 1970
- Corelația dintre acumulare și consum, 1971
- Cu privire la modelarea corelației fundamentale a utilizării venitului național 1972
- Macrociclul economic optimal, 1983
- Măsurarea economică, 1989
- Consemnări economice, Mitautor Tudorel Postolache, Editura Academiei Române, Bukarest 1990
- “Social Labor Productivity”, Political Publishing House, Bucharest, 1964 (in Romanian)
- “The Rate of Economic Growth”, Political Publishing House, Bucharest, 1968 (in Romanian)
- “The Structure of Romanian Economy”, Meridiane Publishing House, 1968 (English, German, Russian, French); revised edition in 1973
- “The Inter-branches Balance – an Instrument of Structural Analysis of Economy”, (English) – in Economic Computation and Economic Cybernetics Studies and Research, No. 4, pg. 27-51, 1970
- “The Correlation between Accumulation and Consumption”, Political Publishing House, Bucharest, 1971 (in Romanian)
- “Models of Correlation between Accumulation and Consumption for the Forecast of Romanian Economy Development”, (Russian) – in Revue Roumaine des Sciences Sociales, Tome 16, No. 1, pg. 93-109, 1972
- “The Optimum of the Socialist Economy”, Political Publishing House, Bucharest, 1976 (in Romanian) and Romanian Academy Publishing House, 1979 (in English)
- “The Revolution in Science and Technology and Some Problems of Macroeconomic Modeling”, (English) – in “The Revolution in Science and Technology and Contemporary Social Development”, pg. 103-112, Romanian Academy Publishing House, Bucharest, 1979
- “Economic Growth Compensation Elements: On Cycles in Socialism” (English), University of Bucharest, International Center of Methodology for Future and Development Studies, University Press, Bucharest, 1980
- “The Optimum Economic Macrocycle” (English), Revue Roumaine des Sciences Sociales, Tome 27, No. 2, pg. 105-130, 1983
- “Economic Measurement”, in "Treaty of Contemporary Economy", Vol. 2, Cartea II, pg. 29 – 198, Political Publishing House, 1989 (in Romanian)
- “Again about < the Transformation Problem >” (English), in Romanian Economic Review, Tome 33, No. 2, pg. 205-232, 1989
- “Macroeconomic Modeling and Transition to Free Market Economy” (English), Romanian Economic Review, Tome 35, No.1-2, pg. 15-20, 1991
- “Transition and Economic Behavior” (English), in Romanian Economic Review, Tome 36 No.1, pg. 3-16, 1992
- “The Scheme of an Experimental Macromodel” (French), in Romanian Economic Review, Tome 36 No.2, pg. 117-126, 1992
- “Transition and Macroeconomic Modeling” (French), at Cinquieme Colloque de Comptabilité Nationale, Association de Comptabilité Nationale, Paris, 12-14 December 1993, Romanian Economic Revue, Tome 37, No. 2, pg. 157-165, 1993
- “The LM Function in a Transition Economy”, 1993 (English)
- “Money Velocity in a Transition Economy: The Case of Romania”, Romanian Economic Revue, Tome 38, No. 2, pg. 111-120, 1994 (English)
- “Unstable Processes and Macroeconomic Modeling”, in Romanian Economic Revue, Tome 41, No. 1, pg. 17-34, 1996 (English)
- “Transition Economy – a Weakly Structured System”, Romanian Economic Revue, Tome 41, No. 2, pg. 111-120, 1996 (English)
- “The Dichotomy Real-Nominal in the Romanian Transition Economy” (Romanian), in Applied Microeconomics, No. 1, 1997, Supplement
- “A Macromodel of the Romanian Transition Economy. 1997 Version”, in Romanian Economic Review, Tome 42, No. 2, pg. 137-198, 1997 (English)
- “Macromodels of the Romanian Transition Economy”, Expert Publishing House, Bucharest, 1996 (English); second (1998) and third (2000) revised editions (English)
- “An Attempt to estimate the Non-accounted Economy (the Romanian Case)”, (French), Septieme Colloque de Comptabilite Nationale, Association de Comptabilité Nationale, Paris, 28-30 Janvier 1998
- “Monetary Distortion in a Transition Economy (The case of Romania)”, at 25th General Conference of The International Association for Research in Income and Wealth, Cambridge, England, August 23–29, 1998
- “A Macromodel of the Romanian Economy in Transition”, (English), in Proceedings of the 25th International Conference “MACROMODELS ’98” and the 3rd Conference of The International Association AMFET, December 3-5, 1998, Jurata, Poland, Vol. 1, pg.131-152
- “Core Inflation in a Transition Economy (The Romanian Case)”, at the International Conference “Measurement of Inflation”, Cardiff Business School, 30 August – 1 September 1999
- “A Macromodel of the Romanian Transition Economy. 1999 Version”, Project LINK Fall Meeting, November 1-5, 1999, Athens, Greece
- “Chess Study Composition” – ARVES Book of the Year, Amsterdam, Netherlands, 1999
- ”An Assessment of Present Behavior and Short-term Trends of Romania's National Economy", elaborated in the framework of the Romanian Academy Reflection Group for the “Assessment of National Economy Status" (ESEN Group), 2000
- “Monthly Forecast Estimations of the Romanian Economy (macromodel Dobrescu)” – Internet Securities ISI Emerging Markets Inc. Boston, US. (beginning with 1999); dp.securities.ro, ro – foredp, password: Test 2 see
- “Medium-Term Scenarios of the Romanian Economy”, Romanian Journal of Economic Forecasting 1-2, Expert Publishing House, Bucharest, 2000
- “The Financial Blockage of the Romanian Economy” (with C. Mereuta), Romanian Journal of Economic Forecasting 3-4, Expert Publishing House, Bucharest, 2000
- “Romanian Transition Economy as a Weakly Structured System”, in E.Zamfir, I.Badescu, C.Zamfir (coordinator) – “Romanian Society Status after 10 years of transition”, Expert Publishing House, Bucharest, 2000

#### Zu Schachkomposition und Schachstudien
- Compoziția șahistă în România., Mitautor Virgil Nestorescu, Editura Stadion, 1973 (rumänisch).
- Studii de șah. Editura Sport-Turism, 1984 (rumänisch).
- Chess Study Composition. ARVES, Amsterdam 1999 (englisch).